# Чкуни
Чкуни (груз. ჩქუნი) — село в Грузии, на территории Ланчхутского муниципалитета края (мхаре) Гурия.

## География
Село находится в западной части Грузии, на правом берегу реки Супсы, на расстоянии приблизительно 16 километров (по прямой) к западо-юго-западу от города Ланчхути, административного центра муниципалитета. Абсолютная высота — 25 метров над уровнем моря.

## Население
По результатам официальной переписи населения 2014 года, в Чкуни проживало 97 человек (45 мужчин и 52 женщина). В национальной структуре населения грузины составляли 100 %.
| Год  | Население, человек |
| ---- | ------------------ |
| 2002 | 124                |
| 2014 | ↘ 97               |